# Procópio d'Ogum
Procópio Xavier de Souza (Bahia, 1880 - Bahia, 29 de novembro de 1958) foi sacerdote de candomblé (muçurumim / ibomina / Ijexá / jeje / queto) iniciado pela sacerdotisa Marcolina da Cidade da Palha, de quem recebeu o nome religioso Ogunjobi (em iorubá: Ògúnjobí; lit. Aquele que Ogum ajudou a gerar). Procópio era um homem de Obatalá (Babá Ajalá), que "entregou" seu "ori" a Ogum. Seu templo era conhecido como Ilê Ogunjá, situado no Baixão, antigo Matatu Grande, em Salvador (fundado por volta de 1906). Seu templo foi construído no Vale do Gunocô (espaço consagrado ao culto de Babá Igunucô), ancestral tapa (nupé) cultuado pelos alufás muçurumins (processos de hibridizações afro-brasileiras).

## Vida Religiosa
Procópio, no final do século XIX, foi iniciado para o ancestral Ogum, pela sacerdotisa Marcolina da Cidade de Palha, de família religiosa (Axé) Ibomina Malê. Após, esse período, abriu seu próprio templo dedicado a seu eborá: Ilê Ogunjá.
O número de pessoas iniciadas, além da famosa feijoada anual oferecida na festa de Ogum (patrono do terreiro), que mais tarde ficou conhecida como "feijão do Procópio", bastante contribuiu para o reconhecimento do terreiro. O sociólogo Donald Pierson cita uma festa com 208 espectadores no interior da casa e, aproximadamente, outros duzentos "que movimentavam-se do lado de fora do barracão".
Sobre a feijoada, conta-se: "Um dia Procópio estava comendo em sua casa. Chegou um filho de santo, com quem ele tinha brigado. Então, Procópio manda ele embora com outra briga. Com isso, comete um grande erro para o candomblé: negar comida a um filho de santo. O santo pegou Procópio e falou que ele estava multado. Na semana seguinte, ele deveria fazer uma feijoada no terreiro convidando todo o mundo" (Entrevista realizada com Mãezinha - afilhada de Procópio, por Ricardo Oliveira de Freitas). Colocava-se uma esteira no chão, na ponta da esteira a panela de barro com a feijoada. Todos deveriam, ali, comê-la. Ao tocarem na comida, todas as filhas de santo "caíam no santo". Não era uma feijoada como costumeira, mas uma feijoada com preparos, temperos e carnes especiais.
Outro fator fundamental para o seu reconhecimento foi o fato de ter participado da legitimação da religião dos orixás (do candomblé), durante a perseguição às religiões afro-brasileiras promovida pelas autoridades do Estado Novo.
Nesse período, o Ilê Ogunjá foi invadido pela polícia baiana, sob a supervisão do famoso delegado Pedrito Gordo. Procópio foi preso e espancado. O jornalista Antônio Monteiro foi uma das pessoas que ajudou na libertação de Procópio. Tal acontecimento - Caso Pedrito - registrou o nome de Procópio na história popular baiana, chegando mesmo a fazer parte de uma letra de samba de roda:
| “ | “Não gosto de candomblé que é festa de feiticeiro quando a cabeça me dóe serei um dos primeiros Procópio tava na sala esperando santo chegá quando chegou seu Pedrito Procópio passa pra cá Galinha tem força n’aza o galo no esporão Procópio no candomblé Pedrito é no facão.” “Acabe com este santo Pedrito vem aí lá vem cantando ca ô cabieci” | ” |

Esse caso conferiu-lhe notórias citações em obras de ficção. Tenda dos Milagres, de Jorge Amado, é um bom exemplo. Jorge Amado, que foi apresentado a Procópio pelo etnólogo Edison Carneiro, recebeu das mãos do sacerdote seu primeiro título na religiosidade afro-brasileira: ogã de Oxóssi. Assim Jorge se tornou um protetor do Ilê de Ogunjá. Jorge Amado e Carybé foram famosos que tomaram bori com Ogunjobi.
No filme Tenda dos Milagres, de Nelson Pereira dos Santos, no qual aparece um trecho de sua história, o personagem Procópio d'Ogum é interpretado pelo babalorixá Luís Alves de Assis, mais conhecido como "Luís da Muriçoca".
Além da perseguição policial, Procópio d'Ogum também não era aceito por alguns templos religiosos (axés), na Bahia. Era odiado e pejorativamente considerado homossexual, simplesmente porque, segundo esses axés hegemônicos, homem somente poderia ser ogã, e não iniciado para elegum (rodante). No entanto, por ser conhecido como "brigão", embora fosse uma pessoa tranquila, impunha respeito com energia (Procópio: notório homossexual, segundo o Grupo Atobá.).

## Coirmandade religiosa
Profundo conhecedor das ervas, possuía uma quitanda (herbário) no Gravatá, onde possui sua residência. Depois foi morar em uma casa no Matatu Grande, construída em 1905. Foi neste local que deu início ao Ilê Ogunjá. Anos após o falecimento de sua sacerdotisa malê ibomina, procurou se unir/ajudar a outras casas de axé hegemônicas na Bahia.
Aproximadamente a partir da década de 1940, passou a nutrir profunda relação com o terreiro do Alaqueto, auxiliando ativamente Dona Dionísia (mãe de santo àquela época) na iniciação religiosa de dezenas de "barcos". Entre estes estiveram os "barcos" da ialorixá do terreiro Olga Francisca Régis (mãe Olga do Alaqueto) e Tia Delinha d'Ogum (com casa no bairro de Miguel Couto, em Nova Iguaçu).
Eram terreiros irmãos e por isso possuíam casas especiais para abrigar os irmãos da comunidade visitante. Essa parceria entre os dois terreiros fez com que objetos rituais do Terreiro do Alaqueto, que estavam em temporada no Ilê Ogunjá, fossem apreendidos pela polícia de Pedrito como peças do terreiro de Procópio, o que comprova a imensa familiaridade entre Procópio e Dionísia Francisca Régis.
Procópio também mantinha boas relações com o Bogum, em Cachoeiras, no qual participou de iniciações. Um exemplo disso é a participação da iniciação de um "barco", que continha Roxinha de Oxum, conhecida como dofona de Vitória, Maria de Azonsu e Luiza Franquelina da Rocha, em 1944. Segundo fontes orais, o próprio Procópio fora iniciado e consagrado no espaço da Roça do Ventura, quando por lá morava Marcolina com seu marido na estrada das Boiadas.

## Falecimento
Segundo o seu inventário, Procópio faleceu em 29 de novembro de 1958, com 78 anos. Deixou dois filhos adotivos: Hélio de Souza Oliveira (1932 - 7 de novembro de 1962) e Edna Souza Santos (eram filhos de um ogã da casa de Procópio). Segundo o espólio de Procópio, Edna é sua única herdeira viva.
Vicente de Matatu foi quem realizou o cerimonial fúnebre de Procópio e de seu filho adotivo. Hélio de Souza Oliveira (açobá e artista plástico) morreu aos 30 anos de idade, por morte estranha (doença), após abrir as portas do Ilê Ogunjá e mostrar ao público tudo o que lá havia (na ocasião do filme do Glauber Rocha). Todo o enorme espaço sagrado do templo (Vale d'Ogunjá) foi invadido e tomado, e muitos pertences sagrados foram queimados.